# Armand de Roquelaure

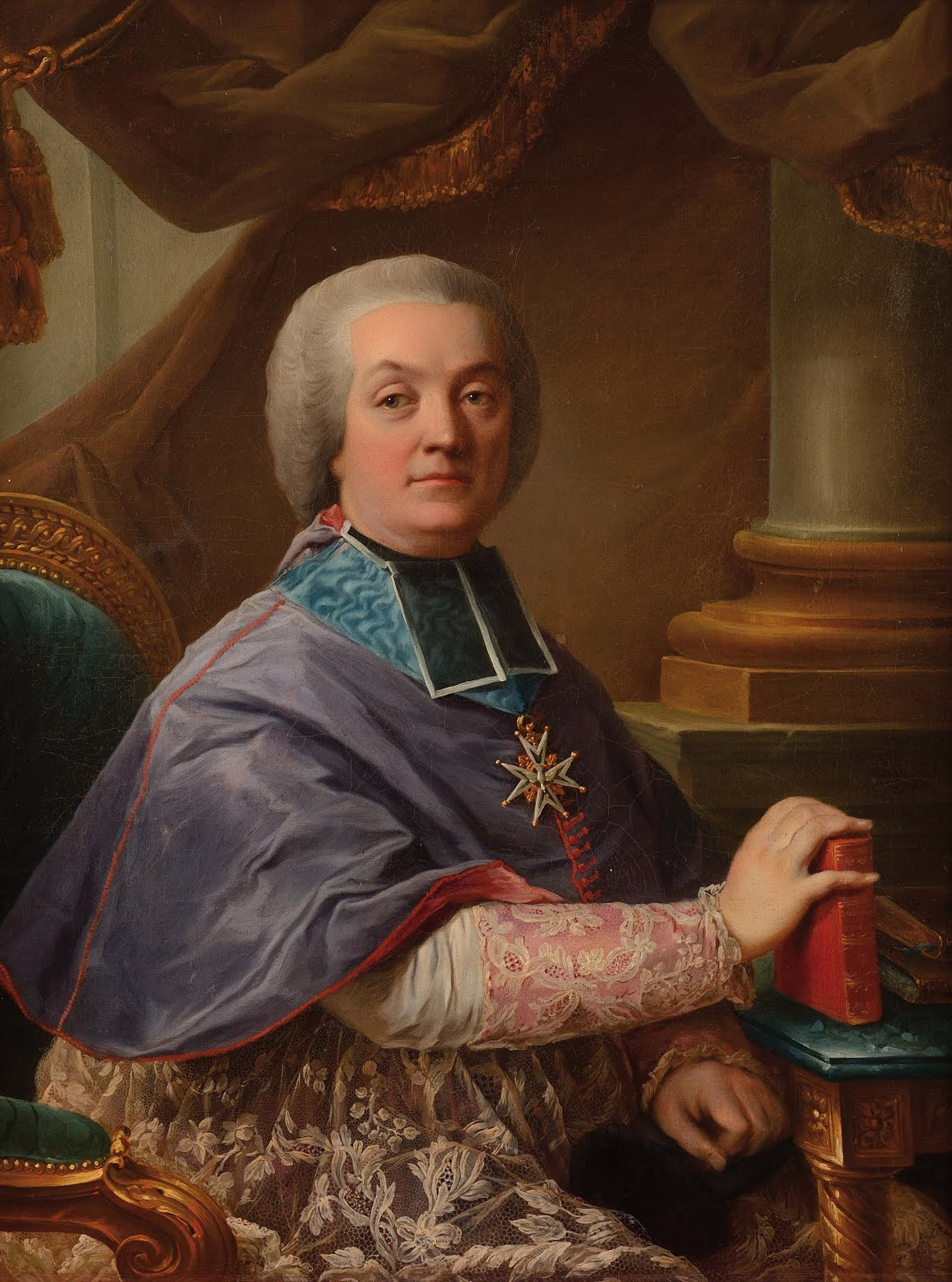
Joannes-Armandus de Bessuéjouls de Roquelaure

Joannes-Armandus de Bessuéjouls de Roquelaure, auch Joannes-Armandus de Bessuéjouls Graf von Roquelaure, (* 24. Februar 1721 in Roquelaure, Lassouts, Frankreich; † 23. April 1818 in Paris) war Erzbischof von Mecheln.

## Leben
Joannes-Armandus de Bessuéjouls de Roquelaure stammte aus dem Adelsgeschlecht der Familie Bessuéjouls. Stammsitz der Familie war die Burg Roquelaure in Lassouts in Midi-Pyrénées, die im 16. Jahrhundert in das Eigentum der Familie Bessuéjouls überging.
Ursprünglich Domherr des Kapitels von S. Denis und auch Abt der benediktinischen Abtei Saint-Germer-de-Fly, war er der erste Kaplan der Könige Ludwig XV. und Ludwig XVI. Dem Staatsrat und ab 1771 auch der Académie française angehörend, wurde er während der Französischen Revolution bei Arras arretiert. Später wurde er Offizier der Ehrenlegion. Am 1. Januar 1780 wurde von Ludwig XVI. in den Orden vom Heiligen Geist aufgenommen.
Am 17. März 1754 zum Bischof von Senlis ernannte, empfing er am 20. Mai 1754 die päpstliche Bestätigung durch Papst Benedikt XIV. Die Bischofsweihe spendete ihm am 16. Juni 1754 der Erzbischof von Paris, Christophe de Beaumont; Mitkonsekratoren waren Charles de Grimaldi d’Antibes, Bischof von Rodez, und Arthur-Richard Dillon, Bischof von Évreux.
Nachdem am 21. September 1801 das Bistum Senlis in das Bistum Beauvais eingegliedert wurde und er auf das Amt verzichtet hatte, wurde er am 9. April 1802 von Napoleon zum Erzbischof von Mecheln ernannt und am 14. April 1802 von Papst Pius VII. als Erzbischof bestätigt. Am 1. März 1808 trat er mit 87 Jahren als Erzbischof zurück.